# Georges Lemmers
Georges Ferdinand Lemmers (Antwerpen, 1871 – Lissabon, 1944) was een Belgisch kunstschilder.
Hij was een genreschilder en schilder van portretten, stillevens en stadsgezichten.

## Werk
Georges Lemmers was een leerling aan de Academie voor Schone Kunsten in Antwerpen onder leiding van Albrecht De Vriendt, en studeerde daarna aan de Mechelse Academie bij Jan Willem Rosier. Tijdens de Tweede Wereldoorlog verhuisde hij naar Portugal, waar hij zich vestigde.
Lemmers behoorde tot een categorie van conservatief-burgerlijke kunstschilders uit Brussel tijdens het interbellum en de jaren kort na de Tweede Wereldoorlog: Emile Bulcke, Herman Courtens, Gustave Flasschoen, Hubert Glansdorff, Jean Gouweloos, Paul Hagemans, Marcel Hess, Luc Kaisin, Gustave-Max Stevens, Charles Swyncop, Philippe Swyncop, Fernand Toussaint en Paul Verdussen.
Schilderijen van hem zijn te bezichtigen in musea in Brussel, Sint-Joost-ten-Node, Brugge en Antwerpen.

## Woning

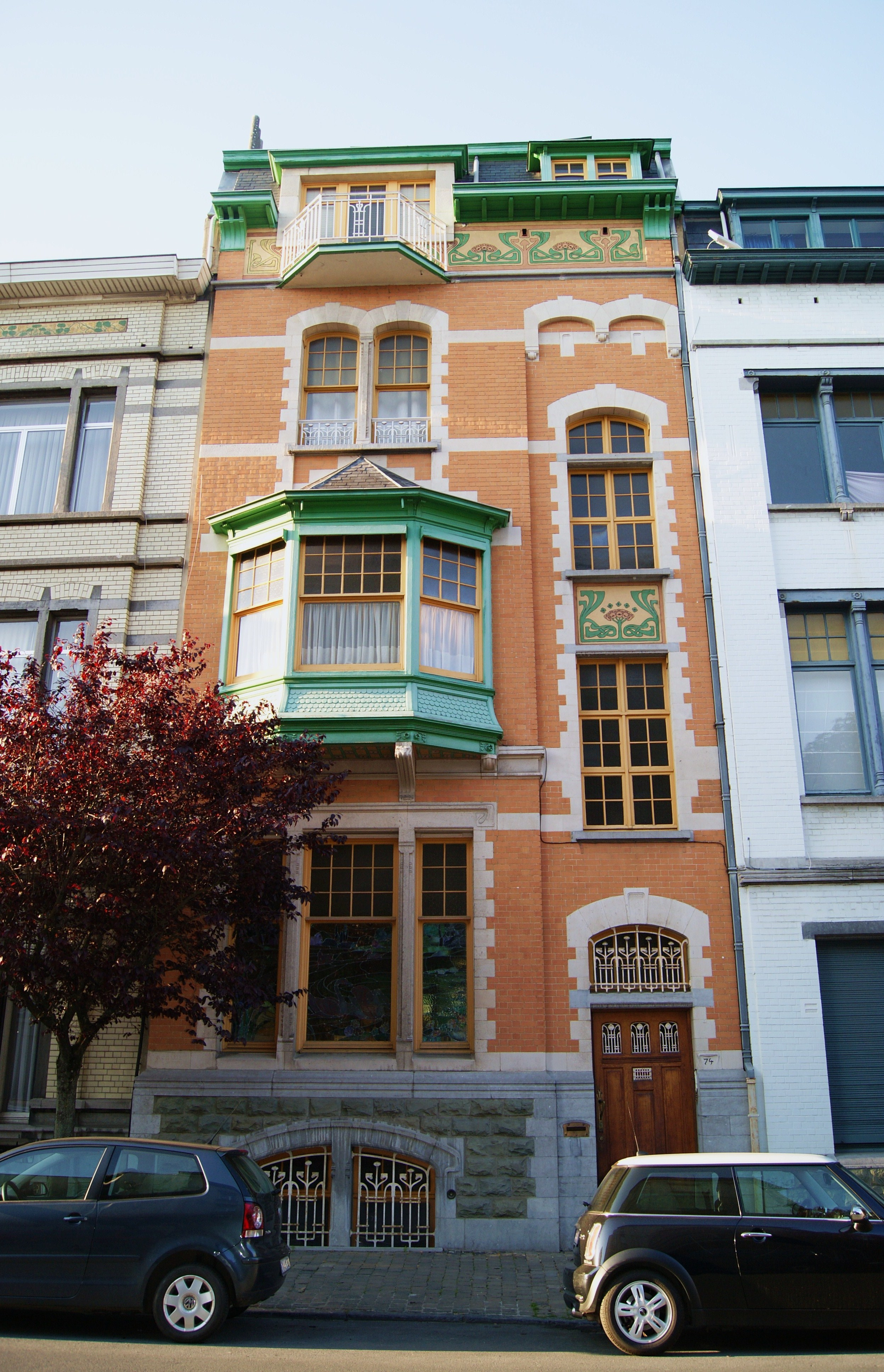
Woning en atelier van Georges Lemmers aan de Hervormingsstraat/Rue de la Réforme, in Elsene.

Georges Lemmers heeft in 1904 een woning met atelier laten bouwen door architect Gabriel Charle in Elsene. Dit art-nouveau-huis (Hervormingsstraat 74) is een beschermd onroerend erfgoed van het Brussels Hoofdstedelijk Gewest.